# Israelische Eishockeyliga 1999/2000
Die Saison 1999/2000 war die siebte Spielzeit der israelischen Eishockeyliga, der höchsten israelischen Eishockeyspielklasse. Meister wurde zum ersten Mal in der Vereinsgeschichte überhaupt der HC Ma’alot.
Der Center Sergei Belo vom Meister HC Ma’alot wurde zum wertvollsten Spieler gewählt.

## Modus
In der Hauptrunde absolvierte jede der fünf Mannschaften insgesamt 16 Spiele. Die vier bestplatzierten Mannschaften qualifizierten sich für die Playoffs, in denen der Meister ausgespielt wurde. Für einen Sieg erhielt jede Mannschaft zwei Punkte, bei einem Unentschieden gab es ein Punkt und bei einer Niederlage null Punkte.

## Hauptrunde
|    | Klub                | Sp | Tore  | Punkte |
| -- | ------------------- | -- | ----- | ------ |
| 1. | HC Maccabi Amos Lod | 16 | 74:20 | 26     |
| 2. | HC Ma’alot          | 16 | 63:18 | 24     |
| 3. | HC Metulla          | 16 | 39:32 | 16     |
| 4. | HC Bat Yam          | 16 | 20:65 | 10     |
| 5. | HC Haifa            | 16 | 20:81 | 4      |

Sp = Spiele, S = Siege, U = Unentschieden, N = Niederlagen

## Playoffs

### Halbfinale
- HC Maccabi Amos Lod – HC Bat Yam 6:3
- HC Ma’alot – HC Metulla 9:3

### Finale
- HC Maccabi Amos Lod – HC Ma’alot 4:6